# Lanceopora formosa
Lanceopora formosa is een mosdiertjessoort uit de familie van de Lanceoporidae. De wetenschappelijke naam van de soort is voor het eerst geldig gepubliceerd in 1957 door Harmer.